# Дифференциальный признак
Дифференциа́льный (различи́тельный) при́знак (ДП) — одно из основных понятий лингвистики: то или иное свойство языковых единиц, противопоставляющее их другим единицам того же уровня, им не обладающим (или обладающим противоположным свойством). Так, в русском языке звук [lʲ] противопоставлен звуку [l] по наличию свойства палатализованности, словоформа стол — словоформе столы по числу, значение слова олень — значению слова камень по одушевлённости.

## В фонологии
В фонологии понятие дифференциального признака разработано в наибольшей степени. Различают релевантные и нерелевантные (иррелевантные) для фонологической системы данного языка ДП. ДП является релевантным, если по нему противопоставляются какие-либо фонемы данного языка. К примеру, в русском языке для согласных релевантен ДП звонкости — глухости (том — дом), однако не во всех позициях: глухость согласных на конце слов обусловлена позицией, а значит нерелевантна (лук — луг [luk]).
Фонема может быть представлена как совокупность (пучок) «фонологически существенных [различительных] признаков, свойственных данному звуковому образованию». Элементы пучка, впрочем, «выступают вместе, а не раздельно», неразрывно связаны друг с другом. Фонема не состоит из ДП в том же смысле, в каком слово состоит из фонем, являющихся сегментными (линейными) единицами.
Совокупность ДП, общих для членов нейтрализующегося фонологического противопоставления, называется архифонемой. Термин ведёт своё происхождение из фонологии Н. С. Трубецкого.